# Nigma shiprai
Nigma shiprai là một loài nhện trong họ Dictynidae.
Loài này thuộc chi Nigma. Nigma shiprai được Benoy Krishna Tikader miêu tả năm 1966.